# Rhachidomorpha mechowi
Rhachidomorpha mechowi är en mångfotingart som beskrevs av Karsch 1881. Rhachidomorpha mechowi ingår i släktet Rhachidomorpha och familjen Rhachodesmidae. Inga underarter finns listade i Catalogue of Life.